# 1742年6月14日の海戦
1742年6月14日の海戦（英語: Action of 14 June 1742）は、オーストリア継承戦争中に行われた小規模な海戦。リチャード・ノリス率いるイギリスの小艦隊はサン＝マルグリット島でスペインのガレー船5隻に奇襲を仕掛けて、当時中立を称したフランスのサントロペ港まで追撃したが、ノリスはそれを無視してサントロペに侵入、ごくわずかな損害でガレー船を燃やすことに成功した。

## 背景
1742年、イギリス海軍の地中海における総司令官だったニコラス・ハドック提督はそれまでスペイン艦隊に海戦を迫ることに失敗したため、老齢であることと批判を浴びていたことに耐えかねて引退、リチャード・レストック少将に指揮権を譲った。しかし、最終的には総司令官の座を得たのは戦列艦7隻を率いてやってきたトマス・マシューズ中将だった。マシューズは艦隊の基地をサルデーニャ王国のヴィッラフランカ・マリッティマとイエール諸島と定め、スペイン船を探すためにいくつかの小艦隊を派遣した。

## 戦闘

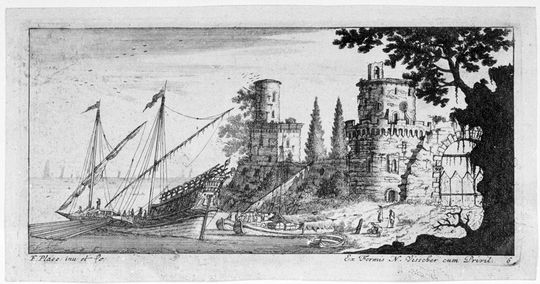
お城の近くに停泊するガレー船、フランシス・プレース（Francis Place）作、1728年。

1742年6月13日、60門艦キングストンのリチャード・ノリス艦長率いるイギリス小艦隊はガロウペ岬沖（Garoupe）の巡航中、イタリアにいるスペイン軍のための大砲と弾薬を載せたスペインのガレー船5隻がサン＝マルグリット島から出港するところを発見した。このガレー船5隻とはパトロナ（Patron）、サン・フェリペ（San Felipe）、ソレダッド（Soledad）、サンタ・テレサ（Santa Teresa）、サン・ゲナロ（San Genaro）のことであり、ドナト・ドマス将軍が率いていた。50門艦オックスフォード、スループ船スペンス、火船デュークも率いていたノリスはガレー船隊を追跡、フランスのサントロペ港まで追い込んだ。
ノリスはサントロペ沖に着くと、サントロペの市長にスペインのガレー船を入港させないよう要求した。それが断られると、ノリスはその夜に艦隊のうち戦列艦2隻を防波堤まで進ませてそこで錨を下ろし、攻撃を準備した。午前1時、カリス艦長（Callis）率いるデュークはオックスフォードとキングストンの援護で港に入った。デュークが防波堤の先に入ると、スペインのガレー船は砲撃を開始したが、デュークは全てのガレー船を炎上指せることに成功、ガレー船の海員は船を放棄して岸まで泳いだ。生き残った海員たちはトゥーロンでフアン・ホセ・ナバロ提督の艦隊と合流した。

## その後
フランス政府は中立を破られたことを抗議したが、実際にはフランスは港をスペインに貸出して援助していた。イギリスの歴史家エドワード・カストによると、「フランスの旗がスペイン船を救うために使われすぎて、中立という口実を切り捨てることは正しいと思われた」という。デュークのカリス艦長は国王ジョージ2世から金メダルを授与された。彼はまたアシスタンス艦へ移った。ドナト・ドマスとガレー船の艦長たちは軍法会議にかけられたが、責務を全うしたとして無罪とされた。